# Sencenac-Puy-de-Fourches
Sencenac-Puy-de-Fourches is een voormalige gemeente in het Franse departement Dordogne in de regio Nouvelle-Aquitaine, telt 196 inwoners (2005) en maakte deel uit van het arrondissement Périgueux. Na de aanpassing van de arrondissementsgrenzen vanaf 2017 door het arrest van 30 december 2016 behoort zij tot het arrondissement Nontron.

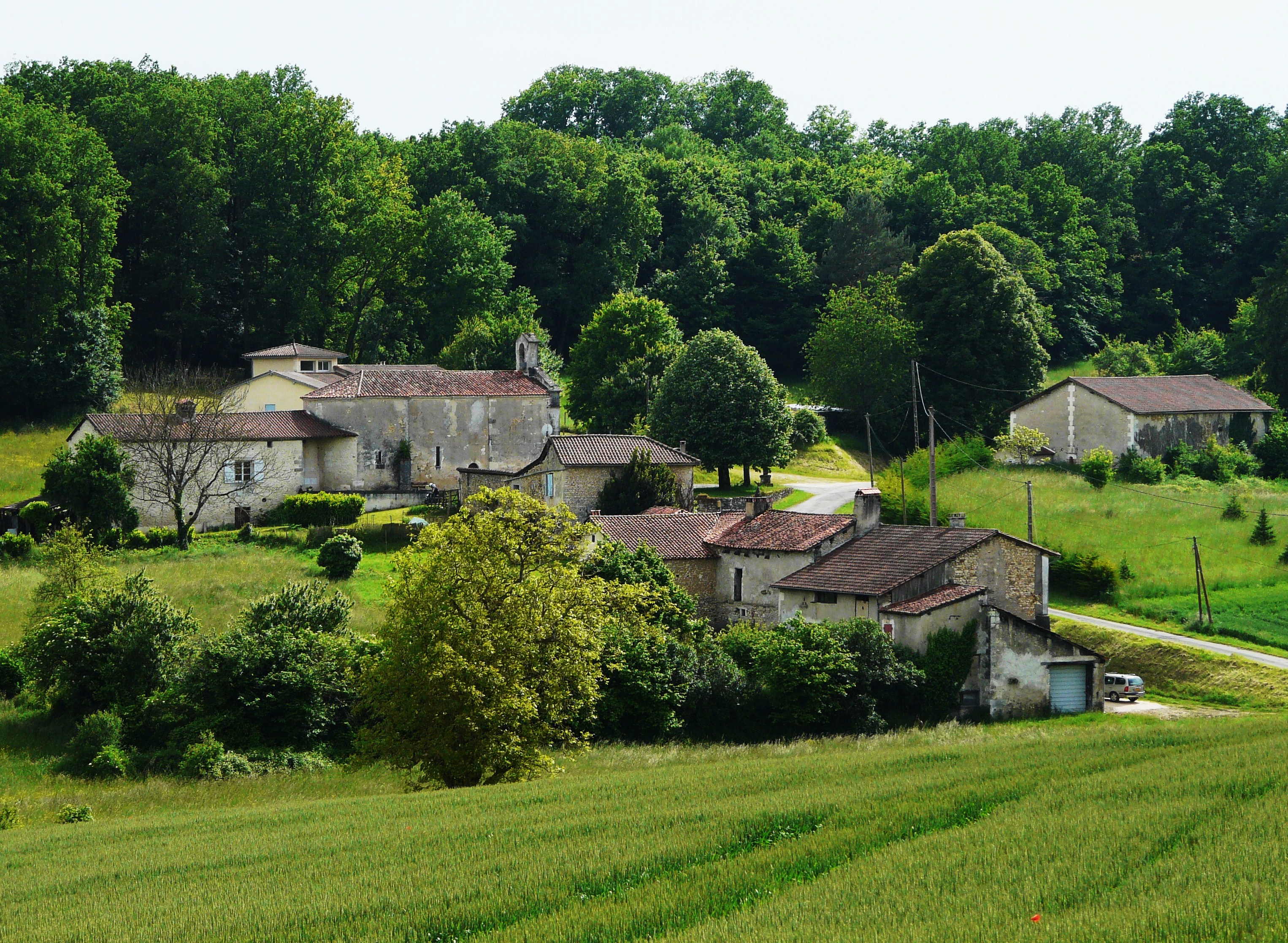
Gezicht op Sencenac
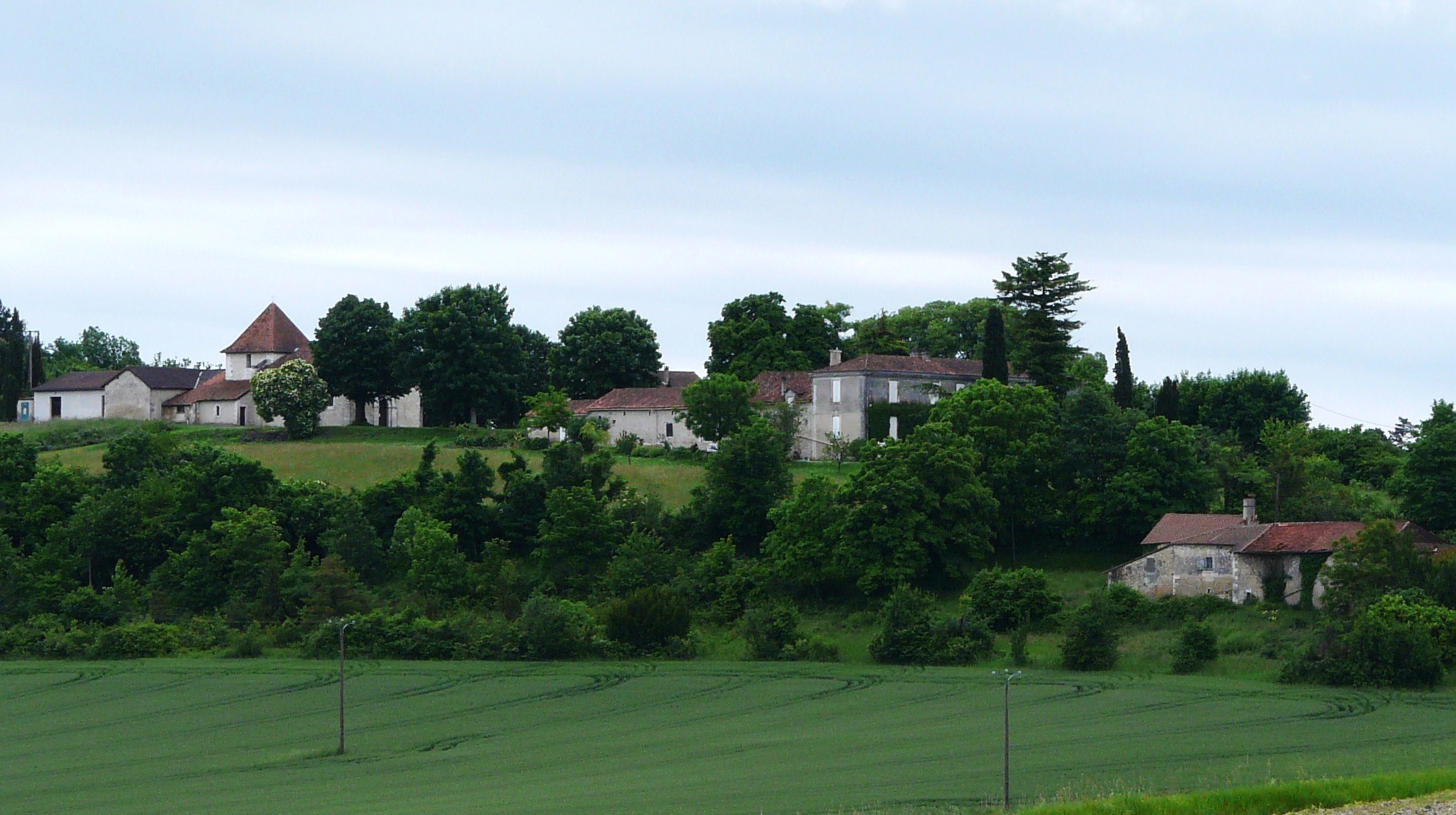
Gezicht op Puy-de-Fourches

## Geschiedenis
De gemeente maakte deel uit van het kanton Champagnac-de-Belair totdat dit op 22 maart 2019 werd opgeheven en de gemeenten werden opgenomen in het kanton Brantôme. Op 1 januari 2019 werd de gemeente opgenomen in de 2 jaar daarvoor gevormde commune nouvelle Brantôme en Périgord.

## Geografie
De oppervlakte van Sencenac-Puy-de-Fourches bedraagt 10,6 km², de bevolkingsdichtheid is 18,5 inwoners per km².
De onderstaande kaart toont de ligging van Sencenac-Puy-de-Fourches met de belangrijkste infrastructuur en aangrenzende gemeenten.

## Demografie
Onderstaande figuur toont het verloop van het inwonertal.

## Trivia
De voormalige Minister van Landbouw Cees Veerman bezit twee boerderijen in Sencenac-Puy-de-Fourches: La Borie Fricard en La Charmie.
Brantôme · Cantillac · Eyvirat · La Gonterie-Boulouneix · Puy-de-Fourches · Saint-Crépin-de-Richemont · Saint-Julien-de-Bourdeilles · Sencenac · Valeuil